# Luis Francisco Cucarella Mas
Luis Francisco Cucarella Mas (Simat de Valldigna, 24 de marzo de 1968), más conocido como Loripet o Loripi, és un pilotari valenciano, rest en la modalidad de raspall.

## Palmarés
- Campeón por equipos de raspall 1991, 1993 y 2005.
  - Subcampeón por equipos 2006 y 2007.
- Subcampeón del Individual de Raspall 1988, 1989 y 1993.
- Campeón del Trofeo Mancomunidad de municipios de Safor: 2007 y 2010.
  - Subcampeón del Trofeo Mancomunidad de municipios de Safor: 2008.

- Datos: Q9025090